# دوناويفاروش
دوناوجفاروس (بالمجرية: Dunaújváros)‏ هي مدينة صناعية في مقاطعة فيير، وسط المجر. تشتهر المدينة بتواجد معامل الصلب، والتي تعد الأكبر من نوعها في البلاد.

## السكان
في 2001 بلغ عدد سكان دوناوجفاروس 55,309 نسمة (92.5% مجريون، 0.6% رومانيون، 0.6% ألمان، 6.3% آخرون). الأديان: 38.9% رومان كاثوليك، 8.3% كالفينيون، 2% لوثريون، 37.8% ملحدون، 0.2% آخرون، 12.8% لم يحددوا انتمائهم الديني.

## مدن شقيقة
دبيتسا لديها اتفاق توأمة مع المدن التالية :
| - ألتشيفسك، أوكرانيا - كوفنتري، ويست مدلاندز، إنجلترا، المملكة المتحدة - دبيتسا، محافظة بودكارباتسكي، بولندا - إلباسان، ألبانيا - جورجيو، رومانيا - إينغول، تركيا | - لينتس، النمسا العليا، النمسا - سيليسترا، بلغاريا - سريمسكا ميتروفيتسا، صربيا - تيرني، مقاطعة تيرني، أومبريا، إيطاليا - فيلجويف، فال دو مارن، إيل دو فرانس، فرنسا |

## أشخاص بارزون من المدينة
- تاماس هورفاث فنان مجري.
- أنيتا بولاث لاعبة كرة يد مجرية.
- فكتور هورفاث متسابق خماسي حديث مجري.
- كارولي بيزديك عالم رياضيات مجري كندي.

## أعلام
- كاترين كلويبر
- إستفان كسوكنياي
- فروزسينا أزاري
- إشتفان ناغي
- إرفين ناغي